# Vittorio Ambrosini
Vittorio Ambrosini (Favara, 15 febbraio 1893 – Roma, 20 ottobre 1971) è stato un militare e giornalista italiano.

## Biografia
Fratello di Gaspare, Alessandro e Antonio Ambrosini, è stato un personaggio alquanto singolare, rimasto celebre per il suo impegno politico, su schieramenti opposti, durante il periodo storico che va da inizio Novecento alla fine della seconda guerra mondiale.
Già nel 1913 inizia la professione giornalistica come corrispondente da Berlino del Giornale di Sicilia. Interventista di sinistra, si arruola volontario nella prima guerra mondiale arrivando al grado di capitano. Nel 1919 si laurea in giurisprudenza.
Fonda quell'anno con Giuseppe Bottai, Mario Carli, Piero Bolzon l'"Associazione fra gli Arditi d'Italia" e collaborò al Popolo d'Italia. Ambrosini è il fondatore della sezione degli ex Arditi di Palermo e nell'aprile del 1919 è tra i fondatori, nel capoluogo isolano, dei primi Fasci di combattimento mussoliniani in Sicilia.

### L'Arditismorosso
Presto però segue Argo Secondari, dopo l'assalto squadristico alla Camera del Lavoro di Milano di ex Arditi e futuristi, nella scissione che dà vita agli Arditi del Popolo (dai quali Giuseppe Bottai prende le distanze) e aderisce al Partito Socialista Italiano, con cui il rapporto resta piuttosto dialettico. Ambrosini scrive diversi lavori per l'Avanti! attaccando Benito Mussolini e i futuristi, ma la risposta dei socialisti (almeno quella ufficiale, a seguito di una sua lettera all'Avanti!) è di invettive verso Ambrosini e Argo Secondari. Riceve invece lodi da Amadeo Bordiga, forse, anche se l'articolo non è firmato, per le sue prese di posizione sul giornale Il Soviet del 7 settembre 1919.
Ambrosini e Giuseppe Mingrino sono i soli fra i nomi di spicco del Fronte Unito Arditi del Popolo, anche se non si possono annoverare fra i maggiori capi militari del movimento. Gli altri capi continueranno la loro lotta sia in Spagna che nella Resistenza (ad esempio, Guido Picelli, Antonio Cieri, Vincenzo Baldazzi, Alceste de Ambris).
Nel periodo del biennio rosso, Ambrosini struttura gli Arditi Rossi con un giornale: L'Ardito Rosso, edito presso il fascio giovanile socialista di Milano.
Ambrosini fugge a San Marino, perché pende sulla sua testa un mandato di cattura, e ivi specifica le finalità e la struttura organizzativa dei Gruppi Arditi Rossi (G.A.R.): si mette, quindi, a disposizione della neonata Frazione comunista del P.S.I. e nel contempo tenta di raggiungere D'Annunzio per prendere Fiume, ma non riesce a causa dei mandati di cattura che gli impediscono movimenti adeguati sul territorio nazionale e si rifugia in Austria.

### L'adesione al Partito Comunista d'Italia
Quando sorge il Partito Comunista d'Italia, nel 1921, vi aderisce.
È da notare che fra i dirigenti del Partito Comunista d'Italia, Ambrosini e Nicola Bombacci fanno parte della minoranza che è favorevole agli Arditi del Popolo secondo le indicazioni dell'Internazionale Comunista.
Ambrosini su L'Internationale Communiste pubblica un articolo in cui rinforza le critiche rivolte al Partito Comunista d'Italia da Vorovskij, rappresentante del governo sovietico a Roma mentre Umberto Terracini riconferma la posizione ufficiale del Partito su Correspondance Internationale del dicembre del 1921.
Pubblica un libretto: Per la difesa e la riscossa del proletariato italiano in cui continua a dissentire dalla "linea bordighiana" sui metodi di autodifesa proletaria, e dopo il congresso di Roma del 1922 si dimette dal Partito. A Vienna, all'inizio del 1923, si avvicina ancora al PSI, auspicando un nuovo raggruppamento dal nome "Partito Comunista d'Italia Unificato".
Ambrosini, tornato in Italia nel 1924 al momento dell'omicidio di Giacomo Matteotti, assume però posizioni contro i socialisti e accetta incarichi come agente provocatore da Crispo Moncada, scrivendo contemporaneamente su L'Epoca, quotidiano diretto da Giuseppe Bottai, l'"intellettuale" del fascismo.

### L'adesione al PNF
Ambrosini chiede quell'anno la tessera del PNF, che gli viene inizialmente rifiutata, tra i commenti pungenti dell'Avanti!. Poi è ancora fra i fondatori di una rivista, La Sintesi, intitolata in questo modo in riferimento a un discorso di Benito Mussolini del 7 giugno 1924 in cui Mussolini ipotizzava una via politica di congiungimento fra i due grossi movimenti rivoluzionari del dopoguerra (rivoluzionari per il fascismo è un aggettivo mussoliniano): il fascismo e il bolscevismo.
Traccia dell'esperienza di Ambrosini come promotore del periodico Roma-Mosca si trova nella lettera del 21 agosto 1925 di Anna Kuliscioff a Filippo Turati:
Ambrosini conferma in questo discorso la sua posizione: 
La rivista Sintesi viene sciolta nel 1926 e Ambrosini fonda Movimento Impero Lavoro e scrive sulla rivista Lo Stato Sindacale. Svolge nel contempo un lavoro di tramite fra ambienti fascisti e addetti dell'ambasciata sovietica facendosi promotore dell'incontro con Edmondo Rossoni accompagnato da Augusto Turati, in cui concessero un'intervista a Vladimir Kournosov inviato dell'agenzia Tass.
Ambrosini va a Parigi nel 1926 assieme ad Alfredo Gerevini, infiltrato nel "Gruppo sindacalista rivoluzionario Filippo Corridoni", prende contatto con Giuseppe Mingrino e insieme fanno da agenti provocatori nell'ambiente dei fuoriusciti fascisti, come lamenteranno Cesare Rossi e Carlo Bazzi, scontrandosi con lo stesso responsabile del partito a Parigi.

### L'invio al confino e la seconda guerra mondiale
Tornato in Italia alla fine del 1926, è spedito al confino a Lampedusa dal regime fascista e vi resta fino al 1931, quando viene liberato, risiedendo in Sicilia fino al 1934. Da quella data si stabilì a Roma esercitando l'attività forense e tentando di attivare una casa editrice di studi corporativi.
Secondo alcuni autori inizia a collaborare col numero di codice 532 con la polizia politica fascista, riallaccia le amicizie coi vecchi compagni antifascisti e comincia ad inviare informative su questi ultimi ai servizi del regime; la collaborazione con la polizia politica continuerà fino al maggio del 1943. Allo scoppio della guerra collabora con i fascisti dissidenti di Felice Chilanti (che nel prosieguo diverrà uno dei capi della Resistenza romana).

### Nel dopoguerra
Dopo la guerra riesce ad avere un attestato che esclude che lui abbia mai fatto parte dell'OVRA tramite l'amicizia di un ex capo della polizia: Carmine Senise, fonda Il tribuno socialista ed il "Gruppo politico indipendente Italiani di Sicilia di Africa e del Mediterraneo" e si candida all'Assemblea Costituente senza essere eletto. Come avvocato assume anche la difesa di Amleto Poveromo, uno degli assassini di Giacomo Matteotti.
Nel 1947 è attivo in un gruppo neofascista, il "Partito fascista repubblicano".
Nel 1958 è candidato in parlamento col Movimento Sociale Italiano senza essere eletto, da cui si stacca passando alla destra democristiana. Ambrosini si muove freneticamente, facendo e disfacendo, passando da una parte all'altra: oltre a essere stato nel secondo dopoguerra presidente della Federazione nazionale Arditi d'Italia, suscita l'attenzione di Ernesto Rossi che asserisce:
Indro Montanelli scrive a Leo Longanesi di essere stato sfidato a duello dall'avvocato Ambrosini, capo di una "Lega pugiadista italiana" a causa di un suo articolo sul Corriere della Sera: il tramite del cartello di sfida sono il conte Ottavio Martinis Marchi e il colonnello Aurelio Favia.
Sul finire degli anni sessanta inizia l'ultima fase della vita di Ambrosini con collegamenti alle stragi fasciste ed alla strategia della tensione.
Ambrosini scrive il 14 dicembre 1969 all'allora ministro dell'Interno Franco Restivo e al deputato comunista Achille Stuani dicendo di essere a conoscenza di alcuni retroscena della strage di Piazza Fontana: fa il nome di Ordine Nuovo, sostiene che gli attentatori vanno ricercati nel «gruppo di dissidenti usciti dal MSI che andarono in licenza premio in Grecia». Nel luglio 1970, interrogato dai magistrati, ritratta tutto; ma un anno dopo, incontrandosi con Stuani, ribadisce di essere al corrente di fatti gravi.

### Il suicidio
Nel settembre 1971 Ambrosini viene ricoverato in ospedale, per sospetto infarto. Il 20 ottobre muore suicida, lanciandosi dal settimo piano della clinica dopo aver lasciato un biglietto di addio. 
Ma le circostanze della sua morte non sono chiare e molti dubitano che si trattò di un vero suicidio.